# Marta Menegatti
Marta Menegatti (Rovigo, 16 de agosto de 1990) es una deportista italiana que compite en voleibol, en la modalidad de playa.
Ganó dos medallas en el Campeonato Europeo de Vóley Playa, en los años 2011 y 2024. Participó en cuatro Juegos Olímpicos de Verano, entre los años 2012 y 2024, ocupando el quinto lugar en Londres 2012 y el noveno en Río de Janeiro 2016 y París 2024.

## Palmarés internacional
| Campeonato Europeo | Campeonato Europeo     | Campeonato Europeo | Campeonato Europeo |
| Año                | Lugar                  | Medalla            | Pareja             |
| ------------------ | ---------------------- | ------------------ | ------------------ |
| 2011               | Kristiansand (Noruega) | Medalla de oro     | Greta Cicolari     |
| 2024               | La Haya (Países Bajos) | Medalla de plata   | Valentina Gottardi |